# Supercopa de Irán 2016
La Supercopa de Irán 2016 fue la II edición del torneo y tuvo lugar el 19 de julio de 2016 en el Estadio Foolad Shahr de Isfahán, con capacidad para 15.000 espectadores.
El encuentro fue disputado entre el Esteghlal Khuzestan, campeón de la Iran Pro League 2015-16 y Zob Ahan, campeón de la Copa Hazfi 2015-16.

## Equipos participantes
|  |  | Esteghlal Khuzestan F. C. |  | Campeón de la Iran Pro League (2015-16) |
|  |  | Zob Ahan F. C.            |  | Campeón de la Copa Hazfi (2015-16)      |

## Partido
| Final; 19 de julio de 2016, 20:45 (UTC+03:30) | Zob Ahan F. C.                                 | 4:2 (0:1) | Esteghlal Khuzestan F. C.   | Estadio Foolad Shahr, Isfahán                           |                                                         |
|                                               | - Tabrizi 68' - Feyzi 74' - Mehdipour 93' 113' | Reporte   | - Doraghi 42' - Zohaivi 52' | Asistencia: 2.500 espectadores Árbitro(s): Reza Mahdavi | Asistencia: 2.500 espectadores Árbitro(s): Reza Mahdavi |

|  |  |

| Zob Ahan Esfahan   |  |                          |            |      |     |
|                    |  |                          |            |      |     |
| POR                |  | Mohammad Rashid Mazaheri |            |      |     |
| DEF                |  | Mohammad Nejad Mehdi     |            |      |     |
| DEF                |  | Vahid Mohammadzadeh      |            |      |     |
| DEF                |  | Danial Esmaeilifar       |            |      |     |
| DEF                |  | Mehrdad Ghanbari         |            |      |     |
| MED                |  | Mohammad Sattari         |            | 60'  |     |
| MED                |  | Mehdi Rajabzadeh         |            | 56'  |     |
| MED                |  | Mehdi Mehdipour          |            |      |     |
| MED                |  | Ehsan Pahlavan           |            |      |     |
| DEL                |  | Morteza Tabrizi          |            |      |     |
| DEL                |  | Yaser Feyzi              |            | 105' |     |
| Sustituciones:     |  |                          |            |      |     |
| MED                |  | Mohammadreza Abbasi      | Amonestado |      | 56' |
| MED                |  | Mohammadreza Hosseini    |            | 60'  |     |
| DEL                |  | Jerry Bengtson           |            | 105' |     |
| Entrenador:        |  |                          |            |      |     |
| Yahya Golmohammadi |  |                          |            |      |     |

| Esteghlal Khuzestan |  |                     |           |     |     |
|                     |  |                     |           |     |     |
| POR                 |  | Goudarz Davoudi     | 55', 113' |     |     |
| DEF                 |  | Mohammad Tayyebi    |           |     |     |
| DEF                 |  | Ezzatollah Pourghaz |           | 95' |     |
| DEF                 |  | Aghil Kaabi         | 72'       |     |     |
| DEF                 |  | Danial Mahini       | 21'       |     | 27' |
| MED                 |  | Meysam Doraghi      |           |     |     |
| MED                 |  | Farshad Salarvand   |           |     |     |
| MED                 |  | Farshad Janfaza     |           |     |     |
| DEL                 |  | Rahim Mehdi Zohaivi |           |     |     |
| DEL                 |  | Mehdi Momeni        |           | 70' |     |
| DEL                 |  | Hassan Beyt Saeed   |           |     |     |
| Sustituciones:      |  |                     |           |     |     |
| DEF                 |  | Jalal Abdi          |           | 27' |     |
| MED                 |  | Ali Asghar Ashouri  |           | 70' |     |
| DEF                 |  | Hossein Bahrami     |           | 95' |     |
| Entrenador:         |  |                     |           |     |     |
| Sirous Pourmousavi  |  |                     |           |     |     |

| Campeón Supercopa de Irán 2016 |
| ------------------------------ |
| Zob Ahan F. C. 1.er título     |